# Église Sainte-Élisabeth de Sturzelbronn
Pour l’article homonyme, voir Église Sainte-Élisabeth.
L'église Sainte-Élisabeth se situe dans la commune frontalière française de Sturzelbronn et le département de la Moselle.

## Histoire
Du point de vue spirituel, la paroisse, qui était desservie par les moines de l'abbaye cistercienne, dépend de l'archiprêtré de Bitche depuis 1804. L'église paroissiale est dédiée à sainte Élisabeth.

## Édifice

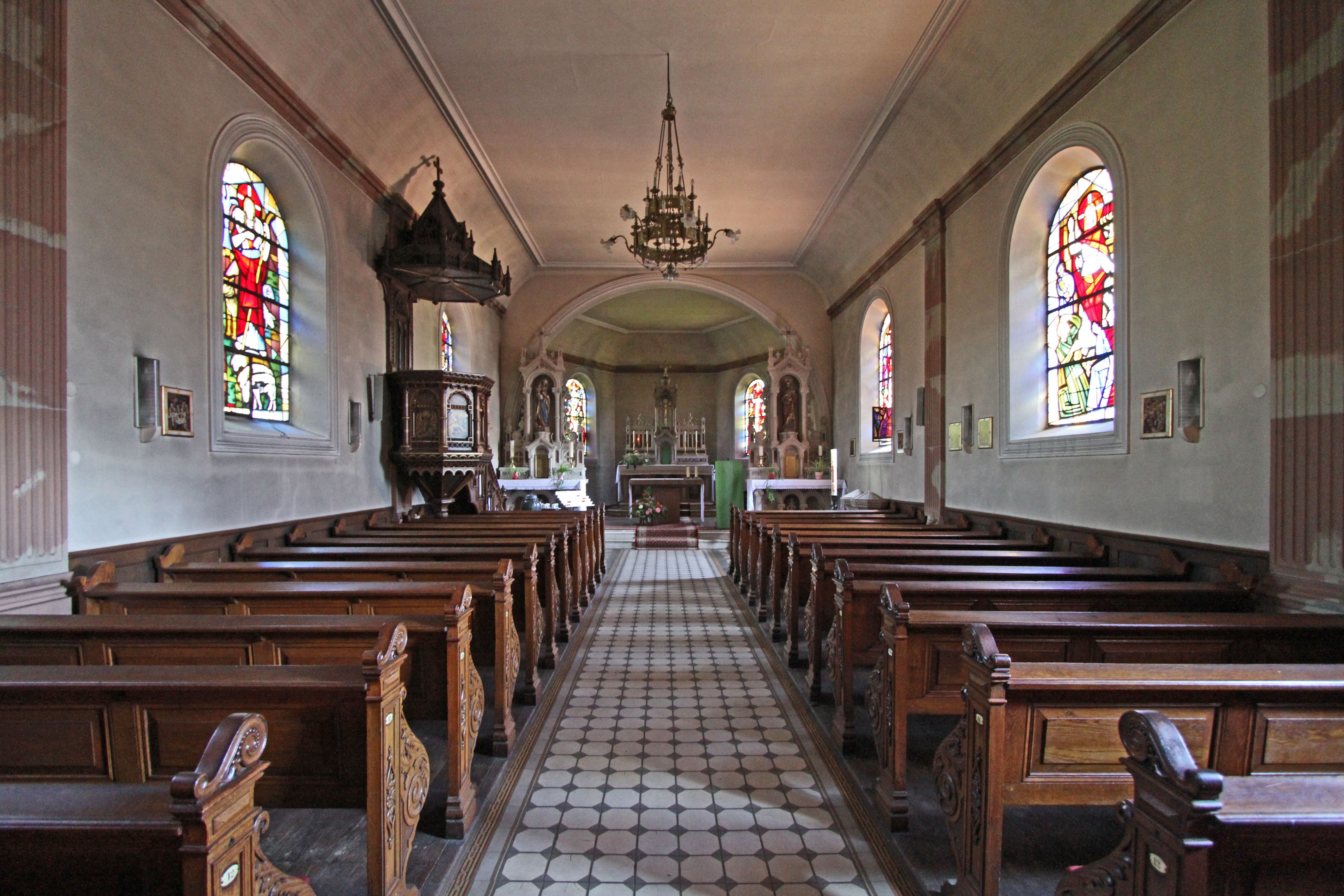
Église Sainte-Elisabeth de Sturzelbronn, décoration d'intérieurs.

L'église est l'ancienne chapelle des visiteurs de l'abbaye de Sturzelbronn.
La chapelle est construite en 1764 et transformée en église paroissiale lorsque l'abbaye est vendue et l'abbatiale détruite en 1808. La tour clocher est construite en 1858.

## Tympan
Le tympan roman, provenant sans doute du portail principal et jadis remployé dans la façade de l'église abbatiale, détruite en 1807.
Le monolithe est déposé contre l'église depuis la démolition de l'abbatiale. Taillé dans le grès rose, il présente une riche ornementation sculptée d'inspiration essentiellement géométrique : au centre, une croix à décor de réticulé et de quatre-feuilles s'inscrit dans un cercle, dans les écoinçons, des rosaces, l’ensemble évoquant peut-être le firmament mystique.

## Patrimoine mobilier
- Le mobilier de la chapelle Sainte-Élisabeth[1].
- Verrière figurée[2].
- Chaire à prêcher[3].
- Bas-relief[4].
- Demi-relief : moine[5].
- Calice[6].
- Orgue Edmond Alexandre Roethinger (1962)[7].

### Calendrier lapidaire
Une copie en résine est fixée au mur extérieur de l'église côté cimetière.
C'est un calendrier perpétuel datant du XIIIe siècle.
Un des objectifs annoncés est de faire en sorte que nulle personne de l'Ordre ne mange de viande du 1er dimanche de carême jusqu'à Pâques.